# Żar (Karkonosze)
Żar (niem. Heerdberg, 685 m n.p.m.) – szczyt w Karkonoszach, w obrębie Pogórza Karkonoskiego.
Wybitny masyw w środkowej części Pogórza Karkonoskiego, położony pomiędzy Jagniątkowem, Sobieszowem i Zachełmiem. Na północnym wschodzie przez Przełęcz Żarską łączy się z Chojnikiem, na południowym zachodzie przez Przełęcz pod Kopistą z masywem Kopistej i Szerzawy.
Zbudowany z granitu karkonoskiego.
Na zboczach znajdują się pojedyncze skałki.
Szczyt porośnięty jest lasami dolnego regla.

## Szlaki turystyczne
Zboczami Żaru od zachodu, północy i wschodu biegnie  zielony szlak turystyczny z Jagniątkowa przez Przełęcz Żarską do Zachełmia, Przesieki, Borowic i Karpacza, natomiast od południa, przez Przełęcz pod Kopistą biegnie  niebieski szlak z Jagniątkowa do Zachełmia.